# Kiều dân Azerbaijan
Kiều dân Azerbaijan được đề cập đến ở đây là những người Azerbaijan sống bên ngoài các khu vực Azerbaijan và vùng Azerbaijan ở Iran. Kiều dân Azerbaijan chỉ cộng đồng thuộc sắc tộc người Azerbaijan trên toàn thế giới.
Theo Ethnologue, có trên 1 triệu người nói phương ngữ phía bắc của tiếng Azerbaijan ở phía nam Dagestan, Armenia, Estonia, Gruzia, Kazakhstan, Kyrgyzstan, Nga, Turkmenistan, và Uzbekistan tính đến năm 1993. Các nguồn khác, như số liệu từ điều tra dân số quốc gia, xác nhận sự hiện diện của người Azerbaijan trên khắp Liên Xô cũ. Với trường hợp của Armenia, dữ liệu của Ethnologue đã lỗi thời, khi Xung đột Nagorno-Karabakh gây ảnh hưởng tới dân số người Azerbaijan. Ethnologue còn trình bày thêm rằng có 1 triệu người người Azerbaijan Iran nữa sinh sống ngoài lãnh thổ Iran, nhưng những số liệu này khả năng cao là chỉ người Turkmen Iraq, một sắc dân Turk khác dù có mối liên hệ.  Số người Azerbaijan trên thế giới được ước tính vào khoảng 30-35 triệu người, chỉ 9,961,396 trong đó ở Azerbaijan, và 13 triệu ở Iran.